# نقش دل سلطان
نقش دل سلطان (19 ديسمبر 1768 - 22 أغسطس 1817) هي زوجة السلطان عبد الحميد الأول ووالدة السلطان محمود الثاني، حصلت على لقب السلطانة الأم وكانت فرنسية.

## حياتها
اسمها الحقيقي كان إيمي دي ريفيري، وتنتمي إلى عائلة فرنسية نبيلة، وهي ابنة عم جوزفين، زوجة نابليون بونابرت. تعرضت للاختطاف في سن الحادية والعشرين على يد القراصنة، الذين باعوها إلى أمير الجزائر، ثم أهداها الأمير لاحقًا إلى السلطان العثماني عبد الحميد الأول.
أُعجب السلطان بجمالها وكبريائها، فقد كانت فاتنة ذات عينين زرقاوين، ورُزق منها بأمير. أحبها السلطان حبًا شديدًا، مما أثار غيرة نساء الحرملك، وخاصة أمهات الأمراء اللواتي تآمرن ضدها وضد ابنها الرضيع. في النهاية، قُتل طفلها خنقًا، مما أثر بشدة على حالتها النفسية.
حاول السلطان مواساتها وطلب منها أن تتولى تربية ابنه الأمير محمود، الذي فقد والدته نتيجة مكائد الحريم. أحبّت نقشديل الأمير محمود كأنه ابنها، وحرصت على تربيته تربية صالحة. لكن لم يلبث السلطان العجوز عبد الحميد الأول أن توفي، ودخل الحرملك في صراع على النفوذ بين أمهات الأمراء انتهى بتولي الأمير سليم ابن أخ السلطان عبد الحميد الأول عرش الدولة العثمانية.

## ذكائها ودهائها
تمكنت نقشديل من أسر قلب السلطان سليم الثالث، الذي وقع في حبها بشدة، رغم أن الأعراف كانت تمنع معاشرة السلطان لجوارٍ كنّ ملكًا لعمه. إلا أن السلطان الشاب لم يُعر هذه التقاليد اهتمامًا، فقد كانت نقشديل سلطان امرأة ذات جمال ورشاقة، تميزت بالرزانة والذكاء والثقافة. وبفضل خلفيتها النبيلة المنحدرة من عائلة فرنسية، أتقنت فنون المكائد داخل الحرملك، مما أكسبها نفوذًا قويًا في القصر.
لم تقتصر تأثيرات نقشديل على الحياة داخل القصر، بل امتدت إلى السياسة الخارجية للدولة العثمانية، حيث لعبت دورًا بارزًا في إرسال أول سفير دائم لفرنسا، كما ساعدت في إدخال البروتوكولات الفرنسية ونمط الحياة الأوروبي إلى الثقافة العثمانية. وقد وجدت دعمًا كبيرًا من السلطان سليم الثالث، الذي كان معجبًا بالثقافة الفرنسية والأوروبية.
لكن انفتاح السلطان على أوروبا أثار غضب الإنكشارية، الذين ثاروا عليه وقتلوه، مما أدى إلى اندلاع صراع دموي داخل الحرملك بين الأمراء. وسط هذه الفوضى، استطاعت نقشديل حماية ابنها بالتبني الأمير محمود من القتل، بينما قُضي على جميع الأمراء الآخرين. وفي نهاية المطاف، لم يكن أمام الإنكشارية خيار سوى القبول بالأمير محمود سلطانًا، كونه الوحيد المتبقي من السلالة العثمانية.

## حكمها
حكمت نقشديل سلطان بالنيابة عن ابنها، السلطان محمود الثاني، وكانت امرأة حازمة، قوية، وذات دهاء سياسي. تمكنت من خلف أسوار القصر وبدعم من السلطان من تعزيز الاقتصاد العثماني المنهار وإدخال الإصلاحات العسكرية الحديثة في الجيش العثماني.
لكن أكبر مغامرة خاضتها إلى جانب ابنها كانت القضاء على الإنكشارية، الذين شكلوا تهديدًا حقيقيًا للسلطنة العثمانية. ورغم نفوذها القوي، عُرفت نقشديل بدبلوماسيتها، ولم تنخرط في مؤامرات القتل التي كانت شائعة داخل الدولة العثمانية.
كانت نقشديل محبة للفن والموسيقى إلى جانب دورها السياسي، وتأثرت بالطراز الفرنسي في أسلوب حياتها، مما جعلها من أبرز الشخصيات النسائية التي ساهمت في إدخال الحداثة إلى السلطنة العثمانية.

## وفاتها

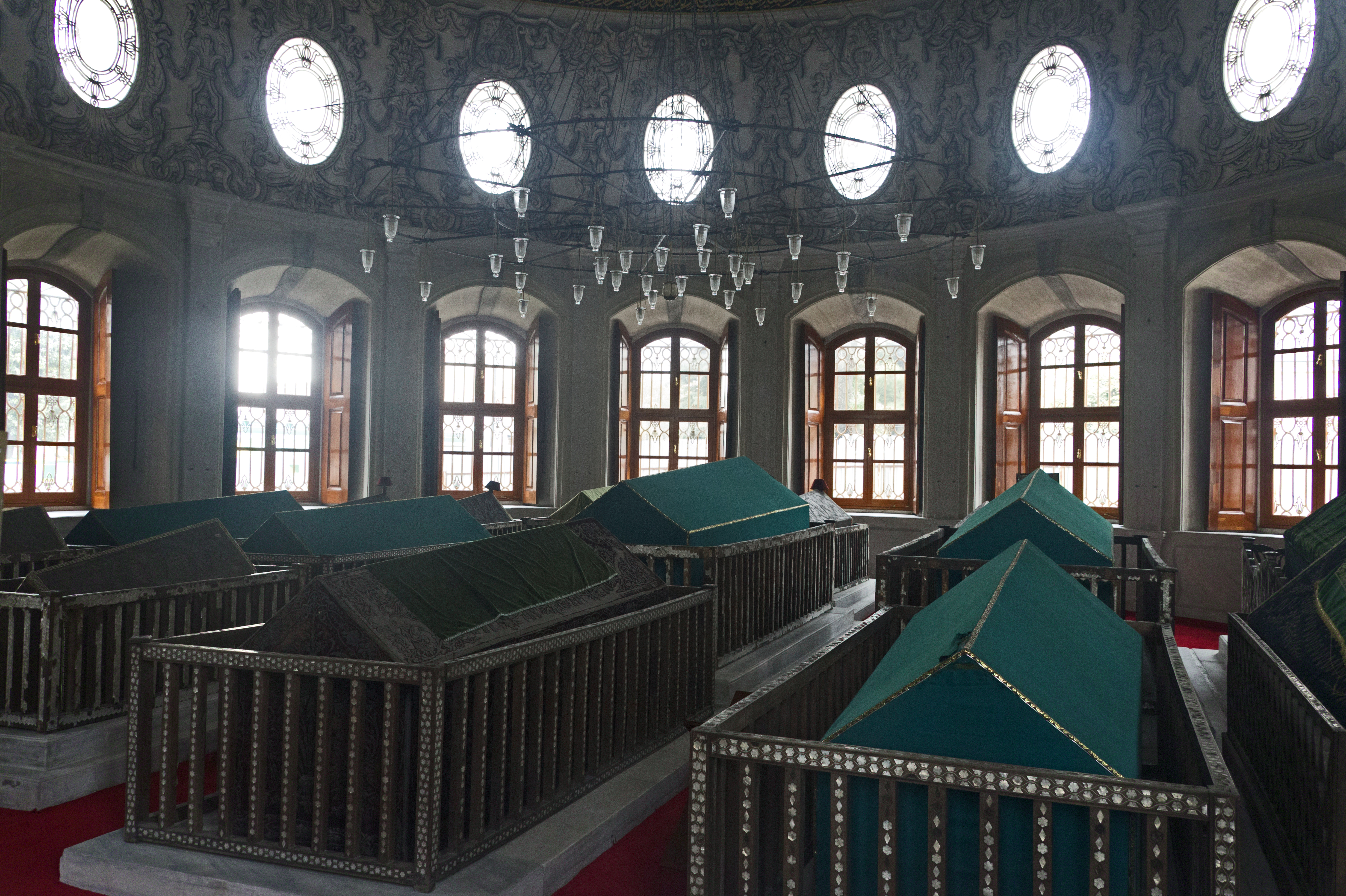
ضريح السلطانة نقشديل فاليد من الداخل

في عام 1817، وبينما كانت نقشديل سلطان على فراش الموت، سألها ابنها، السلطان محمود الثاني، والدموع تملأ عينيه عن آخر أمنياتها. طلبت حضور قسيس كاثوليكي، مؤكدةً بذلك تمسكها بدينها وعدم اعتناقها الإسلام.
استجاب السلطان لرغبتها، وكانت تلك المرة الأولى التي يُسمح فيها لقسيس كاثوليكي بدخول قصر الحرملك العثماني. وبعد وفاتها، شهد حكم محمود الثاني استقرارًا وقوة، حيث واصل تنفيذ إصلاحاته الجذرية التي غيرت ملامح الدولة العثمانية.